# フィヨルド

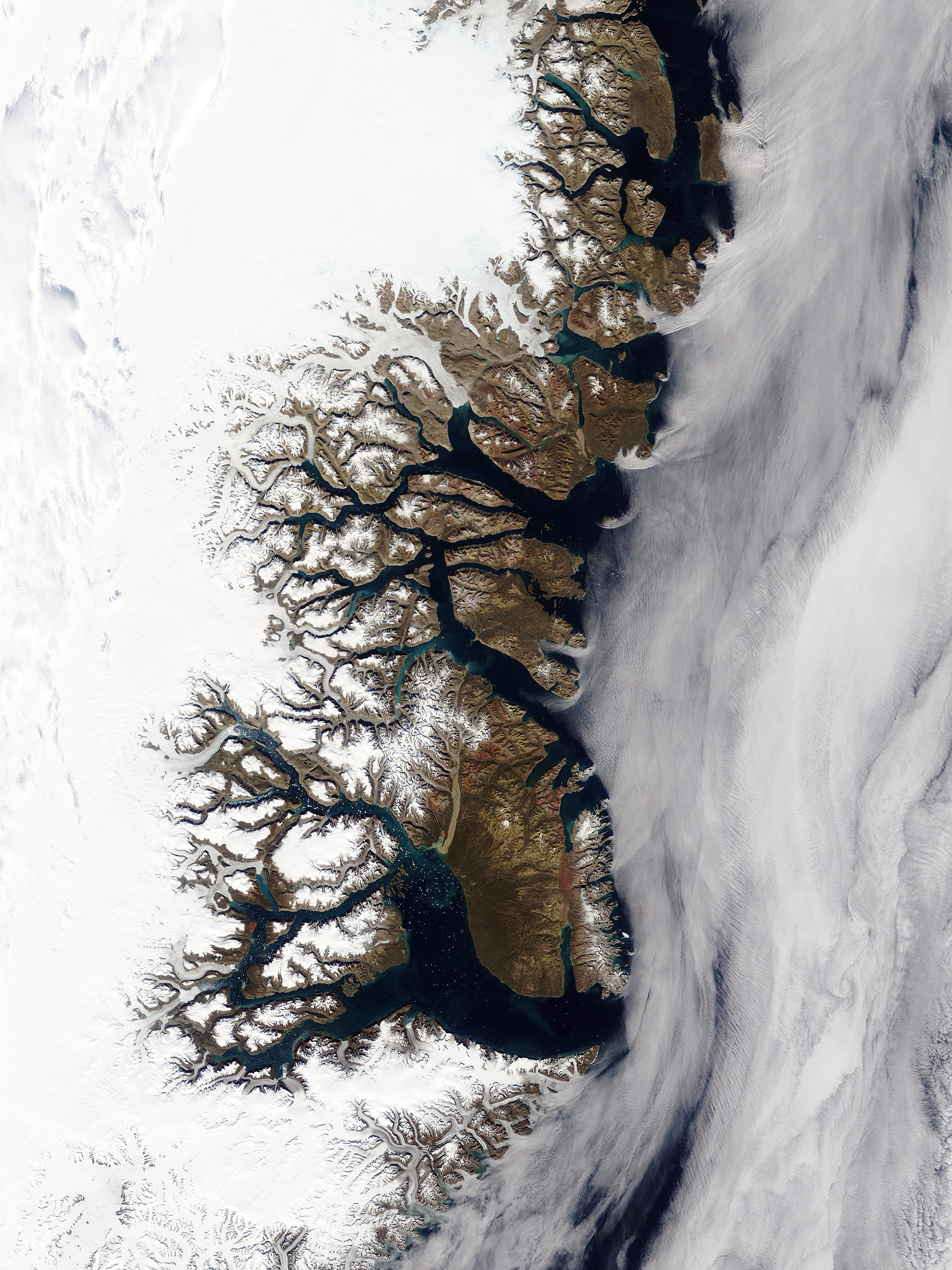
グリーンランド東海岸の衛星画像、下の大きな入り江がスコルズビ湾

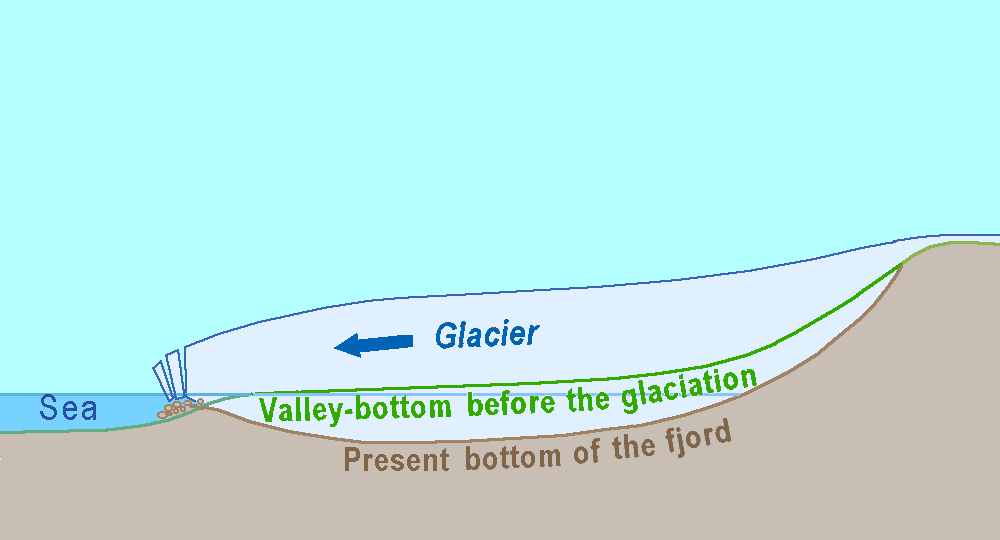
フィヨルド形成の図

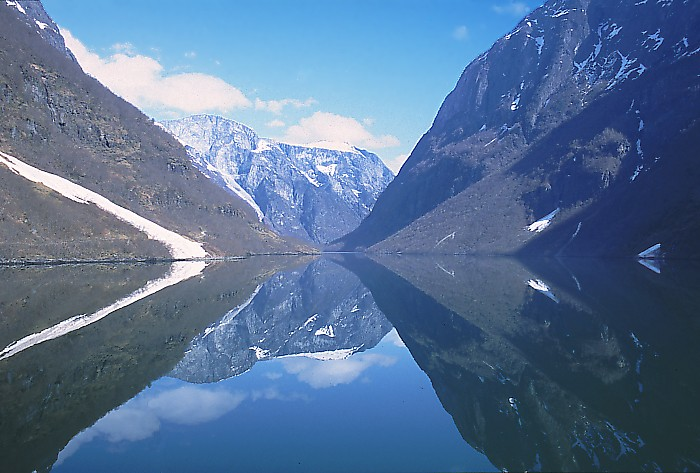
ノルウェーのフィヨルド

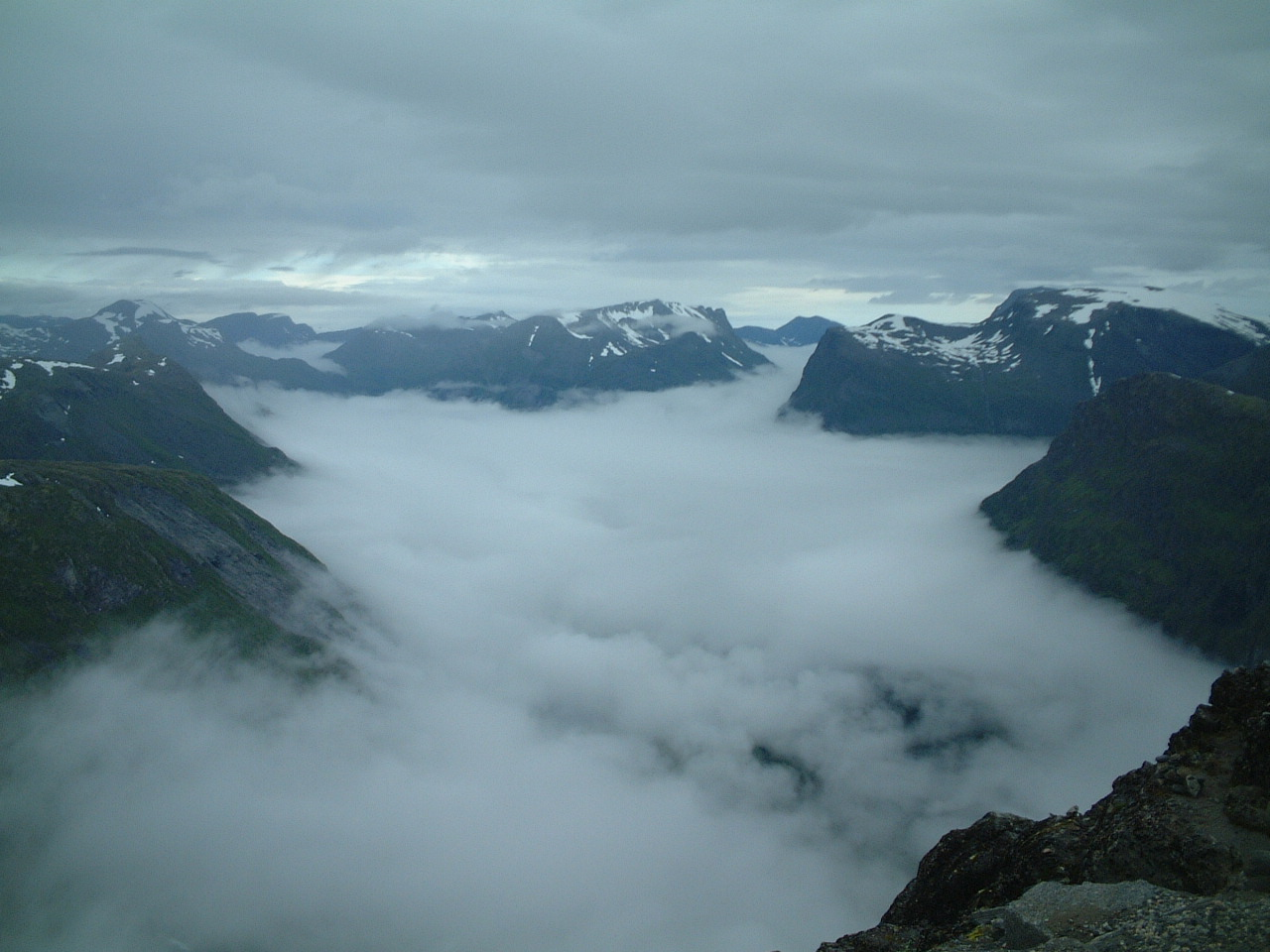
フィヨルドに掛かる雲海（ノルウェー、ダレスニッパ展望台より）

フィヨルド（ノルウェー語: fjord）は、峡湾（きょうわん）、峡江（きょうこう）ともいい、氷河による侵食作用によって形成された複雑な地形の湾・入り江のこと。ノルウェー語による通俗語を元とした地理学用語である。湾の入り口から奥まで湾の幅があまり変わらず、非常に細長い形状の湾を形成する。

## フィヨルドの形成
リアス式海岸が通常の山地・河谷が沈水して形成されたものであるのに対し、フィヨルドは氷河によって形成されたU字谷に海水が入り込むことで形成される。そのため、寒帯の地域に多く形成される。また南半球では、南極環流より北の陸地で寒い地域が限られるため、北半球に比べフィヨルドの数は少なく、規模も小さい。
氷河とは、数万年もの時間をかけて、数千メートルも降り積もった雪が融けずに固まり、氷へと変化したものである。この氷が自分自身の重みによって、速くても1年間に数百メートルというスピードで山の斜面を下り、滑りながら底にある地面を深く鋭く削り取り、深い谷を形作ってゆく。フィヨルドは、氷期の終わりごろに氷が融けて海面が上がったために、この深い谷の一部が海に沈むことで形成されていったのである。

## フィヨルドの特徴
湾の特徴は、U字谷と同様になる。前述のように、湾口から湾奥まで湾の幅があまり変わらず、細長い形状になる。さらに、海岸線は湾奥を除いて断崖絶壁となるものが多く、水深も深い。数値を挙げると、ノルウェーのソグネ・フィヨルドなどは、長さが200キロメートル、水深・両岸の断崖ともに1000メートルを越えるものもある。なお、それであっても湾の幅は数キロメートル程度である。
ヨーロッパ北部のノルウェー・スウェーデンからなるスカンディナビア半島がフィヨルド地帯として最も有名。特にノルウェー側に当たる西部・北部に多く見られ、トロンヘイム・フィヨルドなど、その美しい景観から観光名所として有名なものもある。スカンディナビア半島のほかに、大西洋上のグリーンランド、アイスランドにもこのフィヨルド地形が多く見られる。
ニュージーランドの南島や、チリ（パタゴニア西岸）にも存在する。
世界最大のフィヨルドはグリーンランドのスコルズビ湾、次いでノルウェーのソグネ・フィヨルドである。

## 世界の主なフィヨルド

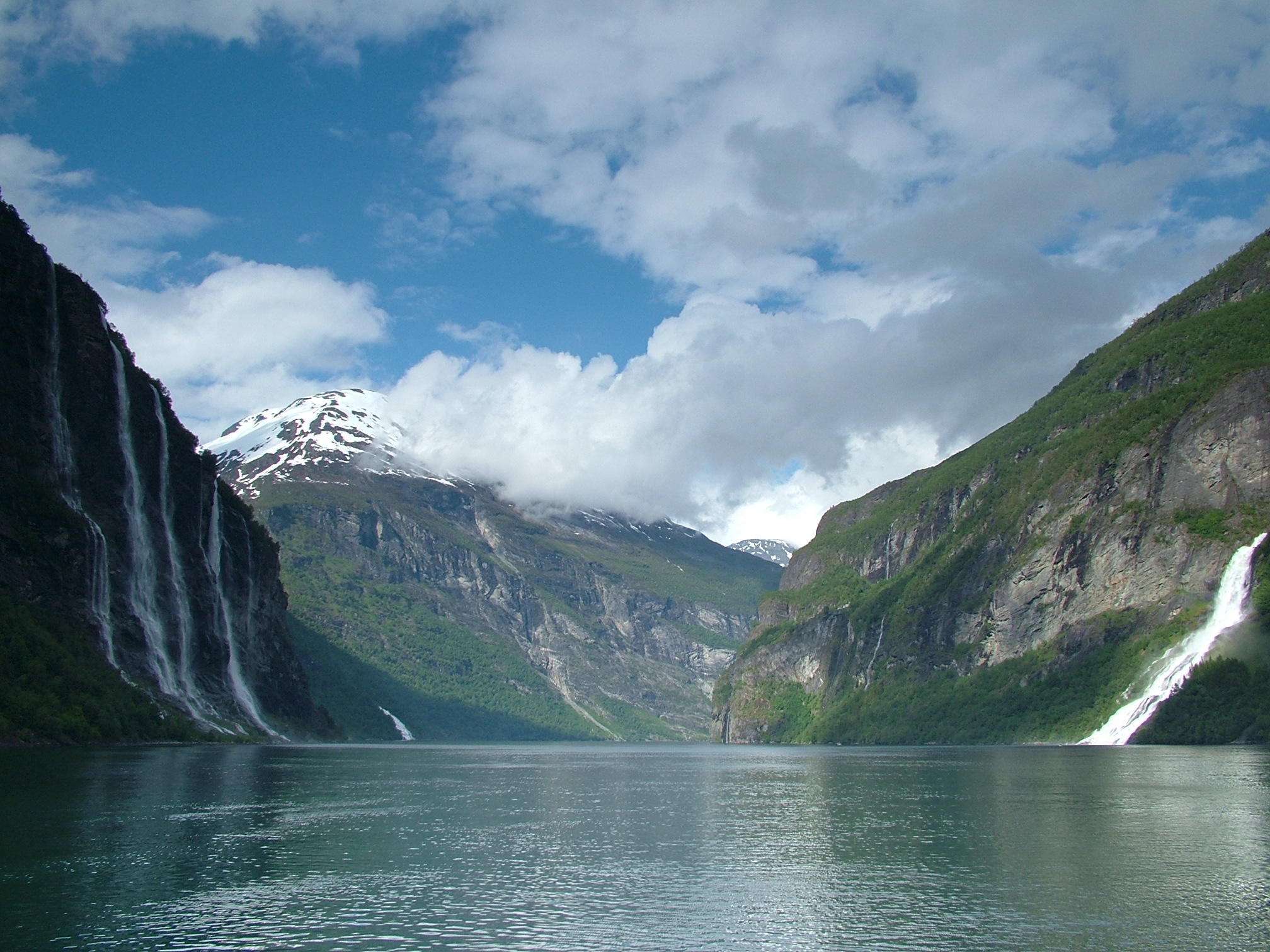
ノルウェー・ガイランゲルフィヨルド

- スコルズビ湾（英語版） - グリーンランドの世界最大かつ最長のフィヨルド群
- ソグネ・フィヨルド（ノルウェー） - ノルウェー最大。
- トロンハイム・フィヨルド（英語版）（ノルウェー）
- ベスト・フィヨルド（ノルウェー）
- ガイランゲルフィヨルド（ノルウェー） - 最もフィヨルドらしい景観と称される。世界遺産の一つ。
- ハルダンゲル・フィヨルド（ノルウェー） - ノルウェー最長の吊り橋、ハルダンゲル橋がある[3][4]。
- ネーロイ・フィヨルド（ノルウェー）- 世界遺産の一つ。
- ヴェスト・スタディル・フィヨルド（デンマーク）
- ステヴン・フィヨルド（デンマーク、ラムサール条約指定湿地登録地）
- マリアガー・フィヨルド - デンマークで長い部類の35キロメートルの長さを有する。ユトランド半島にある。
- エイヤフィヨルズゥル（アイスランド）
- パタゴニア・フィヨルド（チリ南部・パタゴニア地方）
- キンテュペウ・フィヨルド（チリ南部・パタゴニア地方）
- カウエルモ・フィヨルド（チリ南部・パタゴニア地方）
- コマウ・フィヨルド（チリ南部・パタゴニア地方）
- ダウトフル・サウンド（ニュージーランド・南島）
- ミルフォード・サウンド（ニュージーランド・南島）
- ニューファンドランドフィヨルド（カナダ・ニューファンドランド・ラブラドール州）